# Jugendchor
Ein Jugendchor ist eine Gesangsformation, bestehend aus jungen Sängerinnen und Sängern, die häufig mehrstimmige Chorwerke vorträgt, teils a cappella, manchmal durch Instrumente begleitet.

## Zusammensetzung
Jugendchöre sind in die Stimmen Sopran, Alt, Tenor und Bass eingeteilt, wobei zwei- und dreistimmige Chöre ebenfalls vertreten sind. Je nach Stück und Qualität der einzelnen Stimmen sind weitere Unterteilungen der Stimmen in Sopran 1, Sopran 2, Alt 1, Alt 2 usw. üblich.

## Ziele
Eine der innerhalb Europas größten Singschulen die Chorakademie am Konzerthaus Dortmund mit über 30 verschiedenen Chorensembles gibt als Ziel ihrer Tätigkeit aus: „Die Jugendlichen sollen den Bereich Chorgesang als ein intensives Hobby erleben können, welches – durch ein professionelles Umfeld gestützt – viele persönlichkeitsbildende und pädagogisch wertvolle Erfahrungen vermittelt. Das Singen nicht nur in ”Ad-hoc-Situationen” kennenlernen, sondern Singen in regelmäßiger Probenarbeit zu vertiefen wird angestrebt.“

### Musikalisch
Die Ausbildung der einzelnen Stimmen nimmt einen wichtigen Bestandteil der Jugendchorarbeit ein.
Jugendchöre bilden eine Grundlage für talentierte Sängerinnen und Sänger, die durch die frühe Förderung ihr Interesse an Chormusik und Musik im Allgemeinen ausbauen und die Arbeit von Erwachsenenchören voranbringen (Nachwuchsarbeit). Die Stimmen können sich durch die kontinuierliche Chorarbeit entwickeln.

### Pädagogisch
Bei der Jugendchorarbeit gibt es, ähnlich wie in anderen Jugendvereinen, auch eine pädagogische Zielsetzung. So sollen soziale Kompetenzen vermittelt werden und die Zusammenarbeit in der Gemeinschaft geübt und gestärkt werden.